# Автошлях E127
Європейський маршрут E127 — автомобільний європейський автомобільний маршрут категорії А, що з'єднує РФ і Казахстан, також з'єднує міста Омськ і Майкапшагай.
Кінцевий пункт — Майкапшагай — розташований за 150 кілометрах від континентального полюса недоступності.

## Маршрут

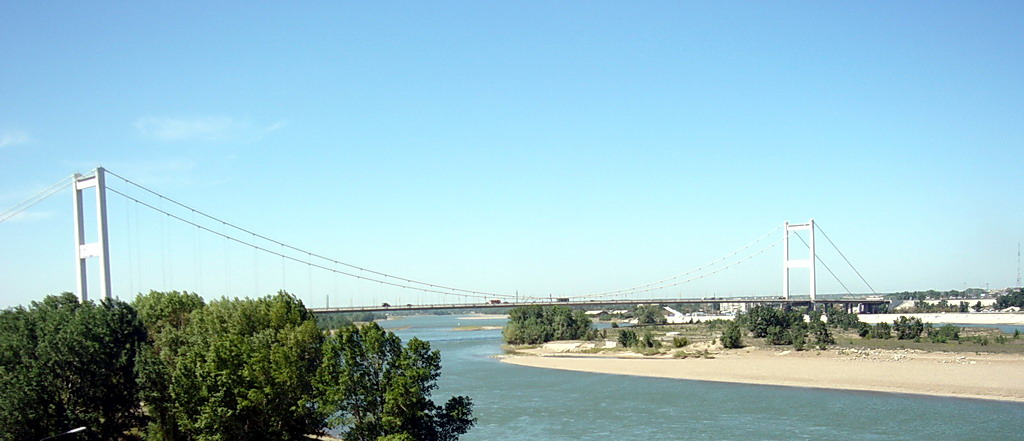
Міст через Іртиш біля Шім'ї

- -  Омськ — Караман
- -  Караман — Павлодар — Шім'ї — Георгіївка
  - Георгіївка — Майкапшагай